# Орора (Орегон)
Орора (енгл. Aurora) град је у америчкој савезној држави Орегон.

## Демографија
По попису из 2010. године број становника је 918, што је 263 (40,2%) становника више него 2000. године.
| Група             | 2000.       | 2010.       |
| Белци             | 595 (90,8%) | 785 (85,5%) |
| Афроамериканци    | 3 (0,5%)    | 5 (0,5%)    |
| Азијати           | 7 (1,1%)    | 3 (0,3%)    |
| Хиспаноамериканци | 41 (6,3%)   | 100 (10,9%) |
| Укупно            | 655         | 918         |